# Rue Vokiečių
 (septembre 2024).
La rue Vokiečių (littéralement : la rue allemande ; en lituanien : Vokiečių gatvė ; en allemand : Die Deutsche Gasse) est une rue de la vieille ville de Vilnius, la capitale de la Lituanie. C'est l'une des plus anciennes rues de Vilnius et son nom remonte au XIVe siècle lorsque les marchands et artisans allemands s'y installèrent. À partir de 1546, l'Hôtel de la Monnaie de Vilnius était situé dans la rue. La rue était la plus belle de Vilnius au XVIe siècle car elle comptait déjà de nombreuses maisons en briques. Dans la seconde moitié du XIXe siècle, la rue était densément habitée par les Juifs et la Grande synagogue de Vilna était située au numéro 13A de la rue.
Après la Seconde Guerre mondiale, l'ancienne structure de la rue a été gravement atteinte, car de nombreux bâtiments endommagés ont été démolis et les bâtiments d'origine n'ont survécu que d'un côté de la rue.

## Galerie

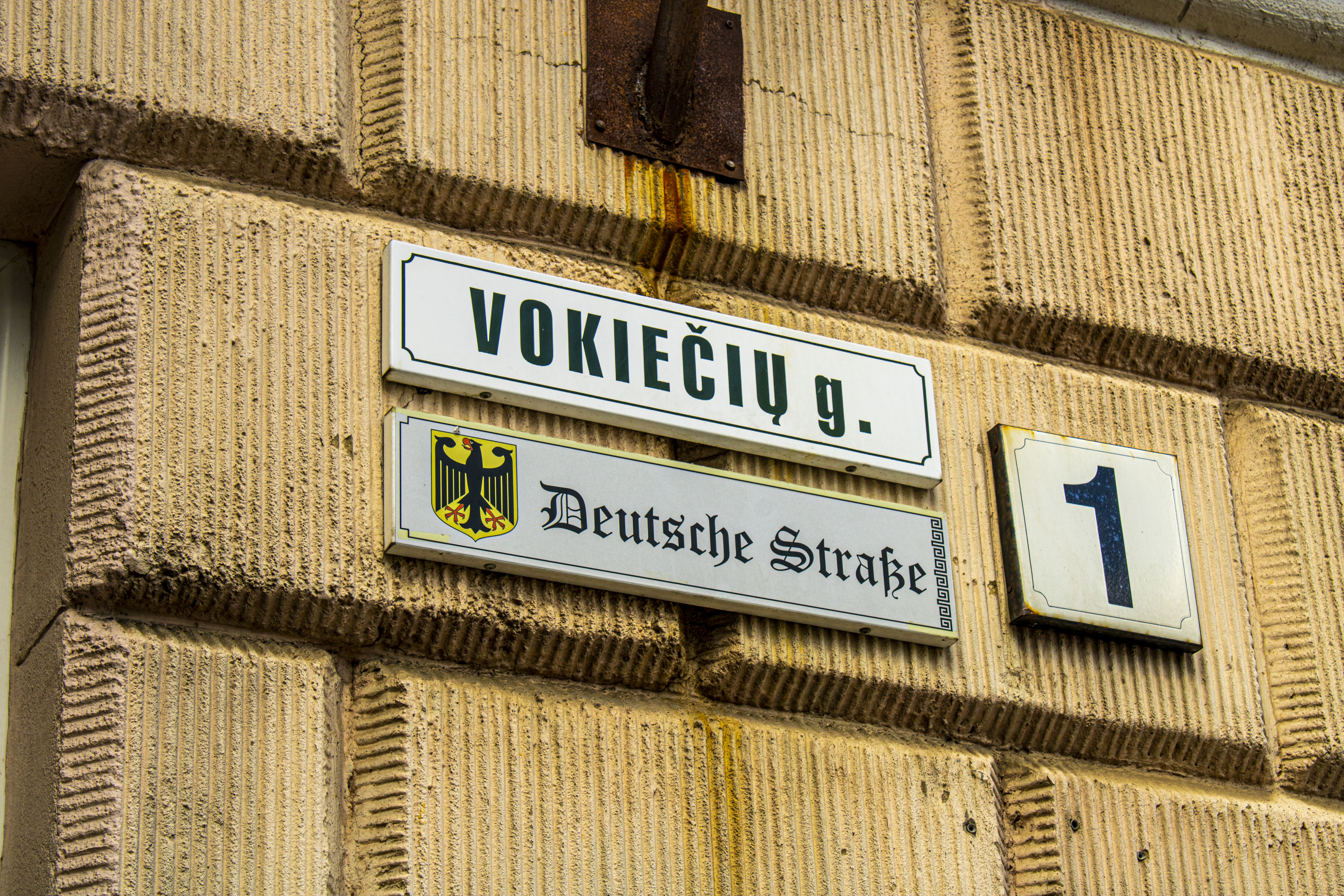
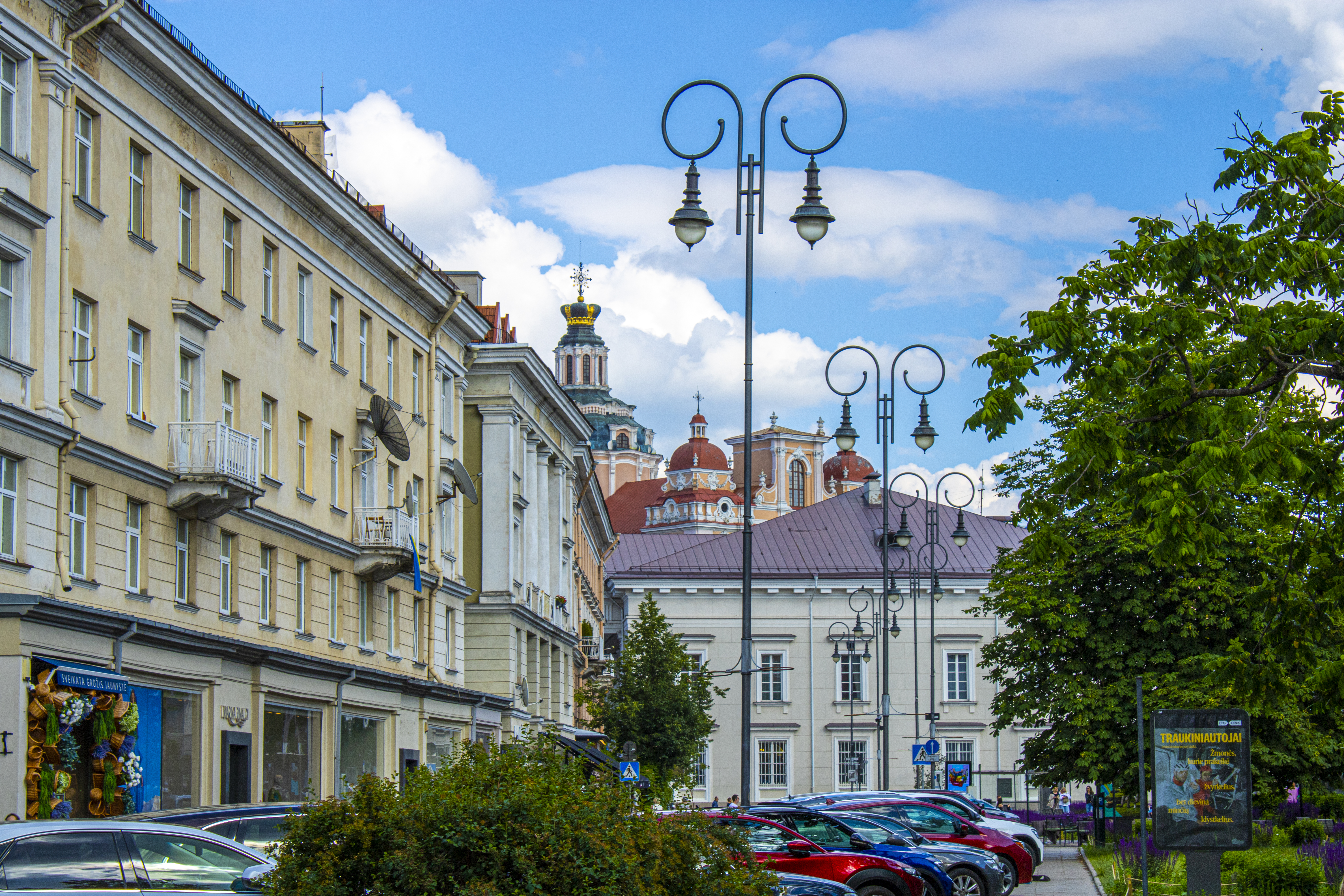
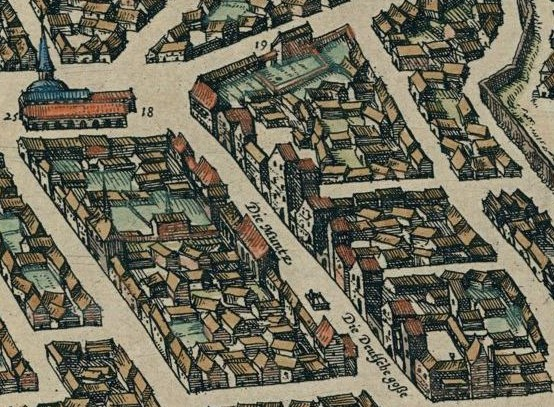
La rue en 1576